# Trophée des champions 2000
Navigation
Amiens 1999 Strasbourg 2001
L'édition 2000 du Trophée des champions est la 24e édition du Trophée des champions. Le match oppose l'Association sportive de Monaco Football Club, champion de France 1999-2000 au Football Club de Nantes, vainqueur de la Coupe de France 1999-2000. 
Le match arbitré par Stéphane Moulin se déroule le 22 juillet 2000 au Stade Auguste-Bonal à Montbéliard, qui est inauguré à cette occasion. À la fin du temps réglementaire (90 minutes de jeu), le score est de 0-0. Aucune prolongation n'est jouée. Les Monégasques s'imposent lors de la séance de tirs au but sur le score de 6 à 5, remportant ainsi leur deuxième Trophée des champions.
La rencontre est diffusée en France sur TF1.

## Feuille de match
Les règles du match sont les suivantes : la durée de la rencontre est de 90 minutes. S'il y a toujours match nul, une séance de tirs au but est réalisée. Trois remplacements sont autorisés pour chaque équipe.
| Titulaires : |  |
| |  |
| 1 Stéphane Porato · 2 Pablo Contreras · 5 Philippe Christanval · 23 Bruno Irles · 17 Philippe Léonard 45e · 8 Ludovic Giuly 72e · 6 Martin Djetou · 7 Costinha · 10 Marcelo Gallardo · 11 Marco Simone · 20 Dado Pršo 85e · |  |
| Remplaçants : |  |
| 16 André Biancarelli · 3 John Arne Riise 72e · 9 Xavier Gravelaine · 14 Wagneau Eloi 85e · 21 Pontus Farnerud 45e · |  |
| Entraîneur : |  |
| Claude Puel |  |

| Titulaires : |  |
| |  |
| 1 Mickaël Landreau 11e · 3 Nicolas Laspalles · 15 Nicolas Savinaud · 2 Néstor Fabbri · 4 Mário Silva · 10 Éric Carrière · 12 Sébastien Piocelle · 13 Mathieu Berson 86e · 6 Salomon Olembe 60e · 8 Frédéric Da Rocha · 18 Olivier Monterrubio 86e · |  |
| Remplaçants : |  |
| 16 Willy Grondin · 7 Alioune Touré · 14 Mehdi Leroy 60e · 19 Marama Vahirua 86e · 22 Sylvain Armand 86e · |  |
| Entraîneur : |  |
| Raynald Denoueix |  |

| Titulaires : |  |
| |  |
| 1 Stéphane Porato · 2 Pablo Contreras · 5 Philippe Christanval · 23 Bruno Irles · 17 Philippe Léonard 45e · 8 Ludovic Giuly 72e · 6 Martin Djetou · 7 Costinha · 10 Marcelo Gallardo · 11 Marco Simone · 20 Dado Pršo 85e · |  |
| Remplaçants : |  |
| 16 André Biancarelli · 3 John Arne Riise 72e · 9 Xavier Gravelaine · 14 Wagneau Eloi 85e · 21 Pontus Farnerud 45e · |  |
| Entraîneur : |  |
| Claude Puel |  |

| Titulaires : |  |
| |  |
| 1 Mickaël Landreau 11e · 3 Nicolas Laspalles · 15 Nicolas Savinaud · 2 Néstor Fabbri · 4 Mário Silva · 10 Éric Carrière · 12 Sébastien Piocelle · 13 Mathieu Berson 86e · 6 Salomon Olembe 60e · 8 Frédéric Da Rocha · 18 Olivier Monterrubio 86e · |  |
| Remplaçants : |  |
| 16 Willy Grondin · 7 Alioune Touré · 14 Mehdi Leroy 60e · 19 Marama Vahirua 86e · 22 Sylvain Armand 86e · |  |
| Entraîneur : |  |
| Raynald Denoueix |  |